# Carlton Club

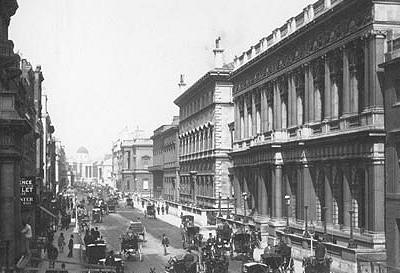
Der Carlton Club in der Pall Mall (Aufnahme aus dem 19. Jahrhundert)

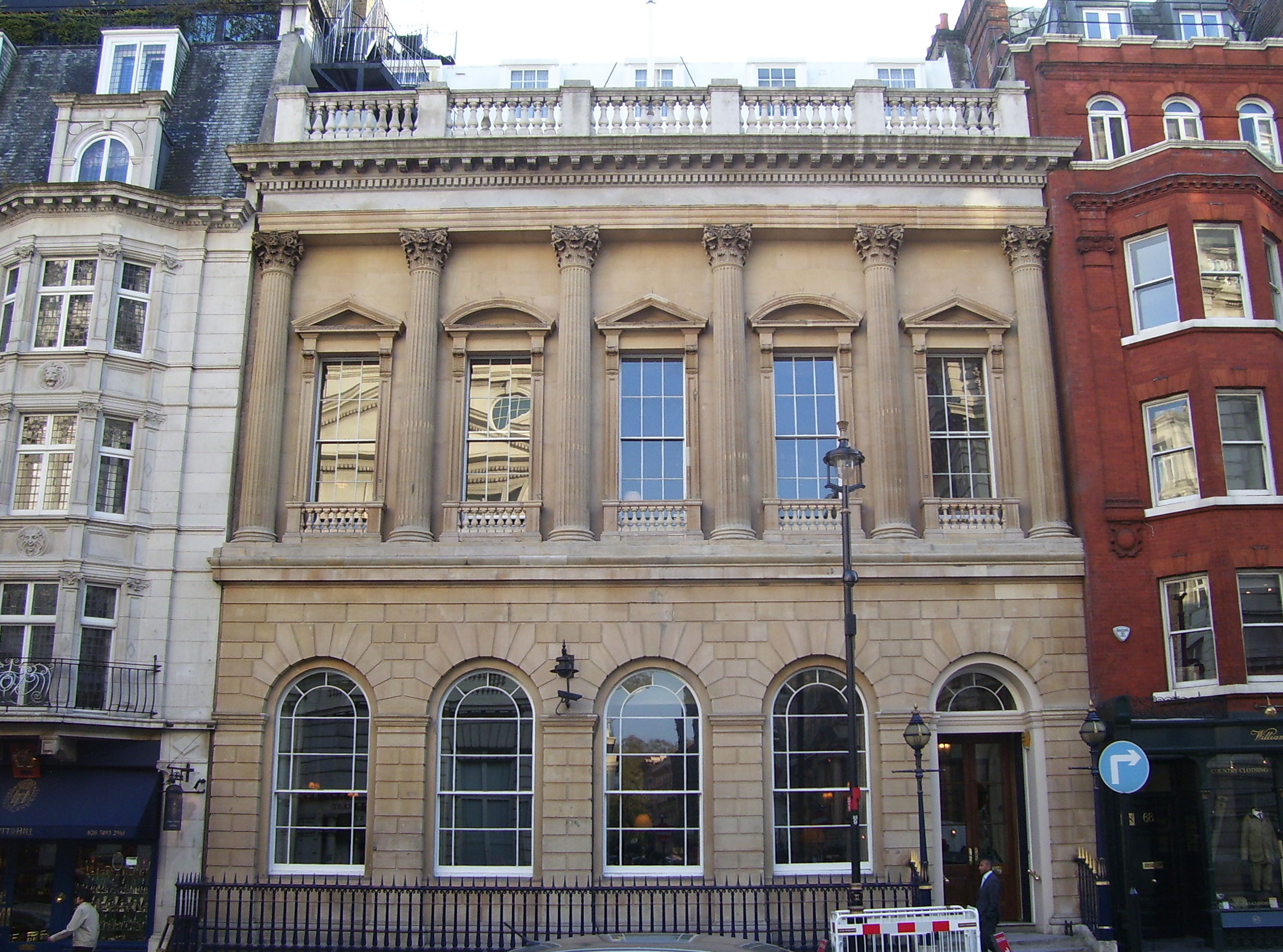
Das Gebäude des Carlton seit 1943, der frühere Arthur’s Club

Der Carlton Club ist einer der renommiertesten Londoner Gentlemen’s Clubs. 1832 gegründet, vereint(e) er insbesondere Politiker der Tories bzw. später der Conservative Party. Zu seinen Mitgliedern zähl(t)en unter anderem Benjamin Disraeli, Robert Peel, Winston Churchill, Harold Macmillan und Margaret Thatcher.

## Geschichte
Das Clubhaus befand sich die ersten drei Jahre an den namensgebenden Carlton Terraces. 1835 bezog man den von Robert Smirke geschaffenen Prachtbau an der Pall Mall. Nach dessen Zerstörung 1940 im Rahmen eines Luftangriffs auf London während des Zweiten Weltkriegs wich man schließlich in die 69, St James’s Street aus.
Nach der Gründung fungierte der Club einige Jahrzehnte lang faktisch als das Hauptquartier der konservativen Partei. Als traditioneller gesellschaftlicher Treffpunkt der Konservativen hatte der Club im 19. Jahrhundert zudem mehrfach als Ausgangspunkt für parlamentarische Initiativen von konservativen Hinterbänklern gedient. Der Club expandierte Mitte des 19. Jahrhunderts so schnell, dass, um eine Begrenzung der Mitgliederzahlen beizubehalten, ein Ableger in Form des Junior Carlton Club gegründet wurde.
Im November 1911 fand im Carlton Club bei einem kurzfristig anberaumten Treffen der konservativen Unterhausabgeordneten die Wahl des neuen Vorsitzenden Andrew Bonar Law statt. Im März 1921 wurde nach Bonar Laws gesundheitsbedingtem Rückzug aus der Politik Austen Chamberlain im Club zu seinem Nachfolger gewählt. Im Jahr 1922 kam es beim berühmt gewordenen Treffen im Carlton Club zur erfolgreichen Revolte der Hinterbänkler der Conservative Party; diese setzten, angeführt von Stanley Baldwin und Bonar Law in einer Abstimmung durch, die vom liberalen  Premierminister David Lloyd George geführte Koalition zu verlassen.
1977 nahm der ehemalige Premierminister Harold Macmillan die Präsidentschaft des Carlton Clubs an, dem er bereits seit 1929 angehört hatte. Nach wenigen Monaten fusionierte er den Carlton Club mit dem Junior Carlton Club, um das künftige finanzielle Weiterbestehen des Carlton Clubs zu sichern. Am 25. Juni 1990 wurde auf den Club ein der IRA zugeschriebenes Bombenattentat verübt, bei dem der Portier ums Leben kam.
Im Juli 2022 begann im Carlton Club der Skandal um den britischen Abgeordneten Christopher Pincher, was den Sturz des britischen Premierministers Boris Johnson mitverursachte.
Bis heute können im Carlton eigentlich nur Männer die Vollmitgliedschaft erwerben. Frauen erhalten ggf. einen assoziierten Status, der mit geringeren Beiträgen verbunden ist, aber auch nicht zur vollumfänglichen Nutzung der Räumlichkeiten berechtigt. Dem jeweiligen Vorsitzenden der Conservative Party wird automatisch die Ehrenmitgliedschaft angetragen. Iain Duncan Smith lehnte die Ehrenmitgliedschaft allerdings ab. Ausnahmsweise war die ehemalige Premierministerin Margaret Thatcher Ehren- und einziges weibliches Vollmitglied.
Aktueller Vorsitzender des Clubs ist Thomas Galbraith, 2. Baron Strathclyde.

## Literarische Bearbeitung
In der Modernen Komödie von John Galsworthy wird der Carlton Club in der Anfangsszene beschrieben. Hier heißt er allerdings Snookes Club.